# 李有成 (1943年)
李有成（1943年11月—），男，河北冀州人，中华人民共和国政治人物，河北师范大学物理学院教授、原副校长，中国民主促进会中央委员会原常务委员，河北省政协原副主席。